# Шенкурск
Ше́нкурск — город в России, административный центр Шенкурского района Архангельской области. Единственный населённый пункт, входящий в состав городского поселения Шенкурское .

## Этимология
Упоминается в исторических актах с XIV века как Шенга-Курья, то есть «селение на курье реки Шенги». В названии курья — «речной залив, заводь, узкий проток реки», а Шенга (ныне — Шеньга) — название реки, правого притока Ваги. Для сравнения саамское senn — «осоковое болото».

## География
Город расположен на правом берегу реки Вага (приток Северной Двины), в 373 км на юг от Архангельска и в 143 км на север от Вельска по трассе М8.

## История
Многие историки отождествляют с Шенкурском населённый пункт Чудин, упомянутый как одно из множества мест для сбора урока в уставной грамоте новгородского князя Святослава Ольговича, выданной в 1137 году Софийскому собору об изменении сборов в пользу новгородской епархии.
В 1315 году Шенкурский погост был куплен новгородским посадником Своеземцевым. В 1446 году упоминался как посад Шенкурье. В лицевом летописном своде Ивана Грозного посадник Исак Семенов Шенкурский и Иван Шенкурский упоминаются в числе челобитчиков, жаловавшихся на должностных лиц Великого Новгорода царю Ивану Васильевичу Третьему, когда тот пошёл с «мирным походом» на Новгород в 1475—1477 годах.
В 1565 году — опричный город Вага, административный центр Важского уезда-волости.
С 1586 года Вага был отдан в кормление (не путать с вотчиной) будущему царю Борису Годунову, который, в свою очередь, в крестоцеловальной грамоте 1602 года завещал город герцогу Шлезвигскому и Голштинскому Гансу, жениху царевны Ксении. Из-за нежданной гибели герцога брак этот не состоялся, а Шенкурск был «прибран» во владение царями из рода Романовых.
В 1606 году среди важских городков числилась крепость на горе Шеньг-Курье. Внутри острога находилась церковь Архистратига Михаила, воеводский двор, рядом с ним — съезжая изба, земский двор, кабак и тюрьма. У крепости находились гостиные дворы с 29 торговыми лавками. Кроме соборной церкви в Шенкурске было ещё два храма, восемь келий и пять дворов церковнослужителей. В Шенкурском посаде находилось 59 жилых дворов. Важские купцы были людьми состоятельными, они играли заметную роль в общественных делах города и Важского уезда. Торговые люди принимали самое деятельное участие в сборе средств на строительство новой крепости, построенной в 1640—1643 годах. Остатки этой крепости частично сохранились до наших дней.

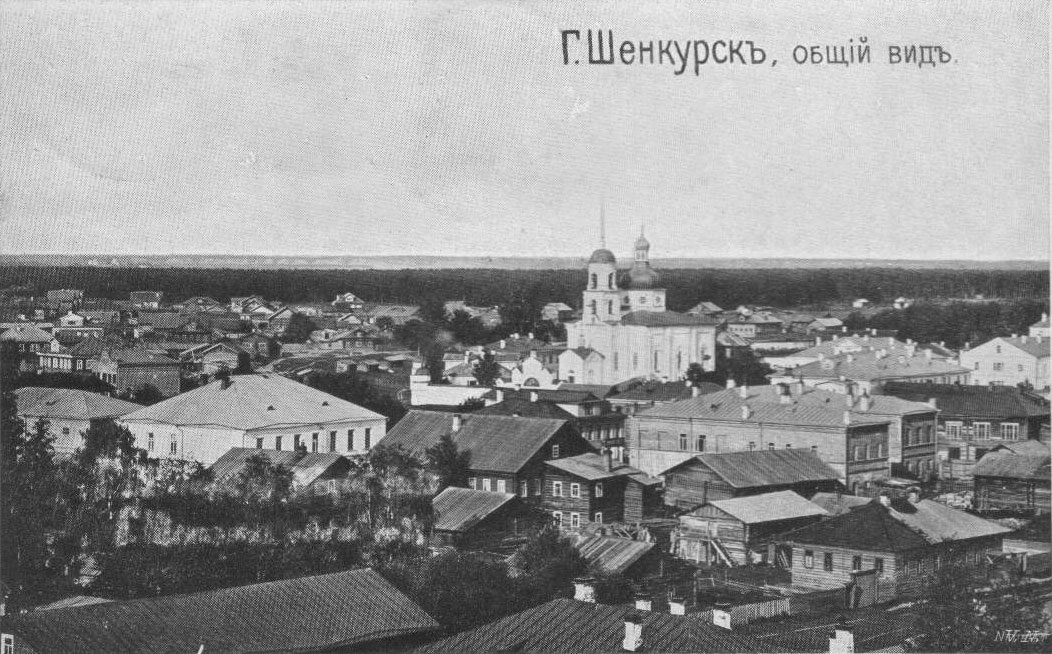
Дореволюционная панорама Шенкурска

В Книге «Большой Чертёж» (1627 год) и в грамоте царя Михаила Фёдоровича (1629 год) селение было названо Шенкурском. За стенами деревянной крепости находился Важский Софийский двор, служащий резиденцией «владычных властителей», присылаемых из Новгорода. Эти духовные иерархи окормляли жителей Ваги вплоть до учреждения в 1682 году Холмогорской и Важской епархии.
В 1708 году Вага с окрестными землями вошла в состав Архангелогородской губернии. С 1715 года город Вага является административным центром Важской доли, с 1719 года — центром Важского дистрикта Двинской провинции, с 1757 года — центром Важской половины Важского уезда. С 1780 года Вага — центр Шенкурского уезда.
С 1860-х годов Шенкурск использовался в качестве места для политической ссылки. Здесь побывали такие известные личности, как Г. А. Мачтет (автор песни «Замучен тяжелой неволей»), В. В. Берви-Флеровский, В. К. Курнатовский.
В Шенкурске ежегодно проводилась Сретенская ярмарка.
В сентябре 1918 года занят интервентами. В городе располагались британский штаб Важской колонны, штаб первого батальона 339 пехотного полка США, американские госпитали, канадская артиллерия. Освобождён частями Красной Армии в ходе Шенкурской операции в январе 1919 года.

## Герб Шенкурска

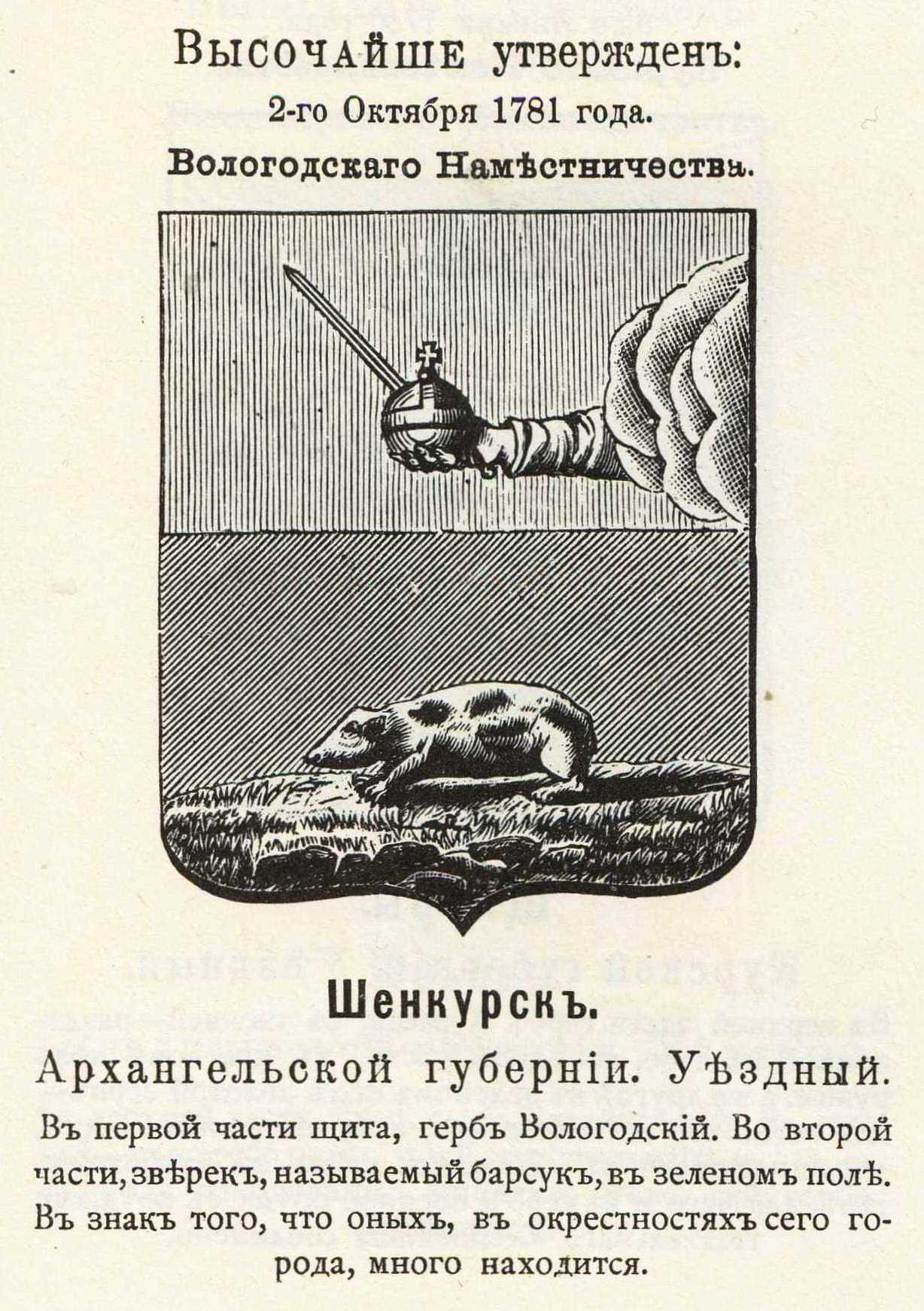
Оригинал герба с описанием в гербовнике

На гербе Шенкурска 1780 года в верхней части изображен вологодский герб, в нижней части изображен барсук в зелёном поле.
В 2009 году исполнилось 80 лет со дня образования Шенкурского района. К своему 80-летнему юбилею Шенкурский муниципальный район получил свой герб.
Геральдическое описание герба района гласит: «В зелёном поле идущий серебряный с чёрными глазами, носом, полосой на морде, брюхом и лапами барсук (окопенная свинья). В вольной части герб Архангельской области. Щит увенчан муниципальной короной установленного образца».
Символика герба расшифровывается следующим образом. Герб создан на основе исторического герба, высочайше утвержденного 2 октября 1781 года (дата ошибочна, герб утверждён в 1780 году). Барсук на зелёном фоне из герба Шенкурска — зверёк, обитающий в окрестностях сего города в большом количестве. Зелёный цвет гербового поля символизирует изобилие, плодородие, радость, свободу, покой и мир. Серебро — символ веры, чистоты, искренности, благородства, откровенности. Чёрный цвет — символ образованности, скромности. Герб Архангельской области, помещённый в вольной части (в верхнем правом углу), указывает на территориальную принадлежность Шенкурска.

## Население
| 1856  | 1867  | 1897  | 1913  | 1918  | 1926  | 1931  | 1939  | 1959  | 1970  | 1979  | 1984  |
| ----- | ----- | ----- | ----- | ----- | ----- | ----- | ----- | ----- | ----- | ----- | ----- |
| 700   | ↗848  | ↗1492 | ↗2400 | ↘1841 | ↗2600 | ↗3600 | ↗4900 | ↗5431 | ↗6434 | ↗7583 | ↗8000 |
| 1989  | 1992  | 1996  | 1998  | 2000  | 2001  | 2002  | 2003  | 2005  | 2006  | 2007  | 2008  |
| ↘7424 | ↘7300 | ↘7200 | ↘7100 | ↘6900 | ↘6800 | ↘6151 | ↗6200 | ↘6000 | ↘5900 | →5900 | ↘5800 |
| 2009  | 2010  | 2011  | 2012  | 2013  | 2014  | 2015  | 2016  | 2017  | 2018  | 2019  | 2020  |
| ↘5747 | ↘5702 | ↘5692 | ↘5548 | ↘5323 | ↘5161 | ↘5073 | ↘4911 | ↘4847 | ↘4772 | ↘4687 | ↘4666 |
| 2021  | 2023  |       |       |       |       |       |       |       |       |       |       |
| ↘4600 | ↘4524 |       |       |       |       |       |       |       |       |       |       |

На 1 января 2025 года по численности населения город находился на 1084-м месте из 1124 городов Российской Федерации.
Сохраняется устойчивая тенденция к уменьшению населения, в том числе по причине миграции.
Национальный состав
По итогам переписи населения 2020 года проживали следующие национальности (национальности менее 0,1 % и другое, см. в сноске к строке «Другие»):
| Национальность | Численность, чел. | Доля     |
| -------------- | ----------------- | -------- |
| Русские        | 4416              | 96,00 %  |
| Украинцы       | 33                | 0,72 %   |
| Армяне         | 16                | 0,35 %   |
| Белорусы       | 9                 | 0,20 %   |
| Другие         | 126               | 2,73 %   |
| Итого          | 4600              | 100,00 % |

## Климат
Преобладает умеренный климат. Зимы в городе холодные и снежные, длятся с октября по апрель, средняя январская температура около −15 °C. Лето короткое, но довольно теплое, средняя температура июля +17 °C. Среднегодовая влажность 75-77 %. Июнь 2021 года в Шенкурске стал одним из самых жарких июней с температурой +19.5°, был отмечен самый жаркий летний день солнцестояния, 22 июня температура повысилась до +34.4°, 21 июня был повторён рекорд 1939 года с повышением температуры до +32.9°, а 24 июня температура достигла +33.9°. 
| Показатель                           | Янв.  | Фев.  | Март  | Апр.  | Май  | Июнь | Июль | Авг. | Сен. | Окт. | Нояб. | Дек.  | Год   |
| ------------------------------------ | ----- | ----- | ----- | ----- | ---- | ---- | ---- | ---- | ---- | ---- | ----- | ----- | ----- |
| Абсолютный максимум, °C              | 9,2   | 5,0   | 14,0  | 27,2  | 31,1 | 35,6 | 35,0 | 35,7 | 28,9 | 21,1 | 11,4  | 10,0  | 35,7  |
| Средний суточный максимум, °C        | −10,5 | −8,7  | −1,3  | 6,7   | 14,0 | 19,7 | 22,5 | 19,0 | 12,6 | 4,8  | −3,4  | −7,9  | 5,6   |
| Средняя температура, °C              | −13,6 | −12   | −5,5  | 2,2   | 9,1  | 14,7 | 17,5 | 14,3 | 8,8  | 2,3  | −5,6  | −10,6 | 1,8   |
| Средний суточный минимум, °C         | −17,7 | −16,3 | −10,2 | −2,5  | 3,8  | 9,2  | 12,3 | 9,8  | 5,3  | −0,3 | −8,5  | −14,2 | −2,5  |
| Абсолютный минимум, °C               | −45,2 | −45   | −36,5 | −27,2 | −9,2 | −2,8 | 1,3  | −1,1 | −6,8 | −20  | −36,1 | −44   | −45,2 |
| Норма осадков, мм                    | 33    | 27    | 27    | 36    | 50   | 61   | 68   | 79   | 53   | 52   | 42    | 37    | 565   |
| Источник: Архив климатических данных |       |       |       |       |      |      |      |      |      |      |       |       |       |

## Экономика
Предприятия лесной и деревообрабатывающей промышленности, маслозавод, пищекомбинат, молочный завод, хлебокомбинат.

## Достопримечательности
- С 1920 года в Шенкурске существует Шенкурский районный краеведческий музей;
- Памятник солдатской матери Калисте Павловне Соболевой;
- Руины Сретенского храма;
- Троицкий Шенкурский женский монастырь;
- Церковь Зосимы и Савватия Соловецких;
- Природа и богатая история.
- В 1920 году известный американский публицист Ральф Альбертсон в своей книге "Бои без войны" написал: " Шенкурск - это спокойное и романтичное место на реке Вага."[33]